# Domosław
Domosław (prononciation : [dɔˈmɔswaf]) est un village polonais de la gmina de Winnica dans le powiat de Pułtusk de la voïvodie de Mazovie dans le centre-est de la Pologne.
Il se situe à environ 3 kilomètres au sud-est de Winnica (siège de la gmina), 11 kilomètres au sud-ouest de Pułtusk (siège de le powiat) et à 47 kilomètres au nord de Varsovie (capitale de la Pologne).
Le village compte approximativement une population de 211 habitants en 2009.

## Histoire
De 1975 à 1998, le village appartenait administrativement à la voïvodie de Ciechanów.